# Senjutsu
A Senjutsu az Iron Maiden nevű brit heavy metal zenekar tizenhetedik stúdióalbuma, amely 2021. szeptember 3-án jelent meg. Az USA-ban a BMG, míg a világ többi táján a Parlophone adta ki, producerként pedig a már jól bevált Kevin Shirley működött közre. Az album hat év után jelent meg, kritikai és kereskedelmi sikert aratott, valamint dicsérték epikus terjedelméért és ambiciózus jellegéért. Két kislemez, a The Writing on the Wall és a "Stratego" jelent meg az album népszerűsítésére.

## Az album dalai
| CD1   | CD1                     | CD1   | CD1 | CD1 | CD1 | CD1 | CD1 | CD1 | CD1 |
| #     | Cím                     | Hossz |     |     |     |     |     |     |     |
| ----- | ----------------------- | ----- | --- | --- | --- | --- | --- | --- | --- |
| 1.    | Senjutsu                | 8:20  |     |     |     |     |     |     |     |
| 2.    | Stratego                | 4:59  |     |     |     |     |     |     |     |
| 3.    | The Writing on the Wall | 6:13  |     |     |     |     |     |     |     |
| 4.    | Lost in a Lost World    | 9:31  |     |     |     |     |     |     |     |
| 5.    | Days of Future Past     | 4:03  |     |     |     |     |     |     |     |
| 6.    | The Time Machine        | 7:09  |     |     |     |     |     |     |     |
| 40:15 |                         |       |     |     |     |     |     |     |     |

| CD2   | CD2                | CD2   | CD2 | CD2 | CD2 | CD2 | CD2 | CD2 | CD2 |
| #     | Cím                | Hossz |     |     |     |     |     |     |     |
| ----- | ------------------ | ----- | --- | --- | --- | --- | --- | --- | --- |
| 1.    | Darkest Hour       | 7:20  |     |     |     |     |     |     |     |
| 2.    | Death of the Celts | 10:20 |     |     |     |     |     |     |     |
| 3.    | The Parchment      | 12:39 |     |     |     |     |     |     |     |
| 4.    | Hell on Earth      | 11:19 |     |     |     |     |     |     |     |
| 41:38 |                    |       |     |     |     |     |     |     |     |

## Közreműködők

### Iron Maiden
- Bruce Dickinson – ének
- Dave Murray – gitár
- Adrian Smith – gitár, vokál
- Janick Gers – gitár
- Steve Harris – basszusgitár, billentyűs hangszerek
- Nicko McBrain – dob

### Technikai személyzet
- Kevin "Caveman" Shirley – producer, gyártás, keverés
- Steve Harris – koprodukció, művészeti vezetés, design
- Denis Caribaux – mérnöki tevékenység
- Ade Emsley – maszterizálás
- Stuart Crouch Creative – művészeti irányítás, design
- Mark "The Tinkerer" Wilkinson, Michael Knowland –  illusztrációk
- Ruth Rowland – kalligráfia
- Moe Iwata – japán fordítások